# Francisco de Aguilar (pintor)
Francisco de Aguilar fue un pintor español.
Fue miembro de la Academia de Bellas Artes de Canarias y representante de la de San Fernando en la comisión de monumentos históricos y artísticos de dicha provincia.
Figuran en el Museo Naval dos de sus obras, que representan los ataques lanzados por el contraalmirante Nelson contra las islas Canarias el 22 y 25 de julio de 1797.
En la exposición provincial de Agricultura, Industria y Bellas Artes celebrada en Las Palmas en 1862 recibió una medalla de bronce por su Vista del puerto de Arrecife, pintada a la aguada.